# KS Besa Kavajë
KS Besa Kavajë är en albansk fotbollsklubb från staden Kavajë.

## Historia
KS Besa grundades 1925. Vid den tiden kallas Shoqata Kulturore-Sportive Adriatiku.

## Placering senaste säsonger
| Säsong  | Nivå | Liga                     | Placering | Referens | Notering |
| ------- | ---- | ------------------------ | --------- | -------- | -------- |
| 2018/19 | 2    | Kategoria e Parë (B gr.) | 2         | [ 1 ]    |          |
| 2019/20 | 2    | Kategoria e Parë (B gr.) | 4         | [ 2 ]    |          |
| 2020/21 | 2    | Kategoria e Parë (B gr.) | 4         | [ 3 ]    |          |
| 2021/22 | 2    | Kategoria e Parë         | 9         | [ 4 ]    |          |
| 2022/23 | 2    | Kategoria e Parë         | 8         | [ 5 ]    |          |

## Färger
KS Besa spelar i gula och svart trikåer, bortastället är svart och gula.
| KS BESA | KS BESA |

### Trikåer
| Hemmakit | Hemmakit | Hemmakit | Hemmakit |

## Trupp 2021
Uppdaterad: 17 december 2021.
| Nr | Land     | Pos | Namn                            |
| -- | -------- | --- | ------------------------------- |
| 1  | Albanien | MV  | Kadri Birja                     |
| 3  | Albanien | F   | Skerdian Perja                  |
| 4  | Albanien | F   | Agim Dajçi (lån från Partizani) |
| 5  | Albanien | MF  | Ledjon Muçaj                    |
| 6  | Albanien | MF  | Dejvi Bilali                    |
| 7  | Albanien | A   | Edmond Hoxha                    |
| 10 | Albanien | MF  | Erald Hyseni                    |
| 11 | England  | MF  | Henri Gashi                     |
| 12 | Albanien | MV  | Ali Patoshi                     |
| 13 | Albanien | F   | Emiliano Çela                   |

| Nr | Land     | Pos | Namn           |
| -- | -------- | --- | -------------- |
| 14 | Albanien | F   | Alfonso Ligeja |
| 15 | Albanien | F   | Armenis Kukaj  |
| 17 | Albanien | F   | Nertil Hoxhaj  |
| 18 | Albanien | A   | Mikel Canka    |
| 23 | Albanien | A   | Flavio Meçja   |
| 27 | Albanien | A   | Leart Zekolli  |
| 77 | Kosovo   | F   | Adonis Zeqiri  |
| 90 | Albanien | MV  | Ilir Dabjani   |
| 99 | Albanien | MF  | Alsid Tafili   |